# Emersonella aequalis
Emersonella aequalis är en stekelart som beskrevs av Christer Hansson 2002. Emersonella aequalis ingår i släktet Emersonella och familjen finglanssteklar.
Artens utbredningsområde är Costa Rica. Inga underarter finns listade i Catalogue of Life.